# Йонийджон

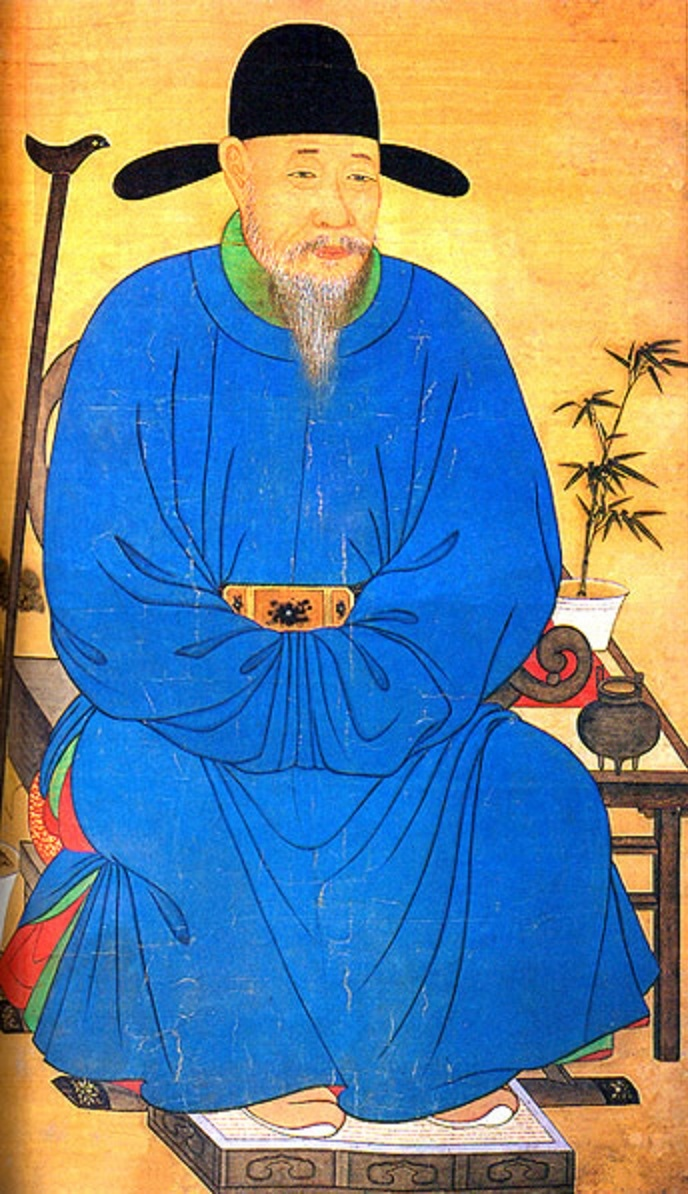
Йонийджон часів вана Седжона

Йонийджон (кор. 領議政, 영의정, «Верховний радник») — титул найвищого міністра корейської династії Чосон і голови Державної Ради. Головний радник і помічник чосонського вана.
Синонімами титулу є Сансан (кор. 領相,상상, «Головний міністр»), Сугю (кор. 首揆, 수규, «Голова»), Вонбо (кор. 元輔, 원보, «Заступник глави держави»)
Впроваджений у 1400 році, скасований у 1910 році.
Ступінь політичної ваги особи яка володіла титулом залежала від рівня політичного хисту вана.
У європейській історіографії зрідка перекладається як «Канцлер Кореї», «Прем'єр-міністр Кореї», «Голова державної ради Кореї» тощо.